# Дулібська сільська рада
Дулі́бська сільська́ ра́да — орган місцевого самоврядування в Гощанському районі Рівненської області. Адміністративний центр — село Дуліби.

## Загальні відомості
- Дулібська сільська рада утворена 22 липня 1992 року.
- Територія ради: 9,693 км²
- Населення ради: 276 осіб (станом на 2001 рік)
- Територією ради протікає річка Горинь.

## Населені пункти
Сільській раді підпорядковані населені пункти:
- с. Дуліби

## Склад ради
Рада складається з 12 депутатів та голови.
- Голова ради: Мирончук Леся Олексіївна
- Секретар ради: Гринюк Марія Анатоліївна

### Керівний склад попередніх скликань
| ПІБ                      | Основні відомості                                                                | Дата обрання | Дата звільнення |
| ------------------------ | -------------------------------------------------------------------------------- | ------------ | --------------- |
| Мирончук Леся Олексіївна | Сільський голова, 1961 року народження, освіта, член Української Народної Партії | 26.03.2006   | 31.10.2010      |
| Мирончук Леся Олексіївна | Сільський голова, 1961 року народження, позапартійна                             | 31.10.2010   |                 |

Примітка: таблиця складена за даними сайту Верховної Ради України